# 張佩綸
張佩綸（1848年11月24日—1903年2月4日），字幼樵，一字绳庵，号蒉斋，直隶丰润县齐家坨人（今河北唐山丰润），晚清名臣。李鸿章女婿，張愛玲祖父。

## 生平
父親張印塘（1797年-1854年），曾任安徽按察使，於張佩綸6岁時逝世，令張佩綸兒時家景清寒。
同治九年（1870年）舉人，同治十年（1871年）辛未科二甲進士（曾师从进士麟魁、寶鋆），選庶吉士，散館授翰林院編修，升侍讲，早年在京城與李鴻藻、潘祖蔭、張之洞、陳寶琛、寶廷等同為「清流」，以彈劾大臣而聞名，例如李鴻章及對俄國談判示弱的崇厚等。光緒八年（1882年），署左副都御史。
1884年福州馬尾對法國之戰前夕，以三品卿銜會辦福建海疆事宜，兼署福建船政大臣，然張不理會詹天佑等人的警告，對以商船示人而停泊在馬尾港達一月的法軍戰艦掉以輕心，致令馬尾海戰中福建水師甫開戰即全軍覆沒，張佩綸开战後立即逃跑，還飾辭上奏，清廷下旨發帑犒賞，命兼船政大臣。等到清廷得知真相，他被革職充軍东北。因張佩綸早年奏章中好談軍事，如其曾在朝鮮壬午兵變後，上奏「請密定東征之策以靖藩服摺」，進言謀劃東征日本，當其領兵時張佩綸棄陣潛逃，故被時人譏為马谡。
1888年，張佩綸充軍回京後卻得早年政敵李鴻章欣賞其才華而招為婿，将長女李菊耦（1866年-1912年）嫁给他作填房。然因李鴻章為避私嫌而不願保舉張氏，李鴻章逝後張佩綸更覺起復無望。
1895年，张佩纶夫妇移居南京。先在城西七家湾回民区租屋居住。1900年前后买下白下路的张侯府，建造西式洋房和花园。白下路张佩纶旧居已列为江苏省文物保护单位，中华民国立法院曾在此办公。
光绪二十九年（1903年2月4日），張佩綸55歲时以布衣之身在南京憂鬱離世。
袁世凯说，“天下翰林真能通的，我眼裏只有三个半，张幼樵、徐菊人、杨莲府，算三个全人，张季直算半个。”

## 家庭
- 曾祖张栋，庠生。
- 祖父张灼。
- 父张印塘，嘉庆二十四年（1819）己卯科举人，杭州府知府、安徽按察使署布政使，著《澹凝书屋诗集》。[5]

張佩綸結過三次婚，有三子一女。
1874年8月29日（同治十三年七月十八日），张佩纶（26岁）迎娶元配朱芷薌（?-1879年五月初五），为资政大夫二品顶戴大理寺卿军机处行走、浙江仁和塘栖镇人朱学勤（1823-1875年2月9日）次女。生有二子：長子張志滄（1898年2月11日早夭），二子張志潛。1879年阴历三月十八日，朱芷薌生下女儿韵苏，五月初五朱芷薌去世，七月初五幼女韵苏亦去世。
1883年（光绪九年），张佩纶（35岁）迎娶繼室邊粹玉（?-1886年），系陕西巡抚边宝泉之女，相貌甚丑陋，1884年六月生一子夭折。1886年4月11日（光绪十二年三月初八）在張佩綸被流放期間病歿于北京。
1888年四月结束充軍回京後，1888年11月16日（十月十三日）张佩纶（40岁）迎娶继室李菊耦，系李鴻章长女，年23岁，生有一子一女，儿子张志沂（张廷众，1898年4月30日-1953年）即近代著名作家張愛玲的父亲，系从天津邀请加拿大籍传教士女医生赫尔德专程出诊接生，出生于舅舅李经述府中。女儿张茂渊（1902年6月3日-1991）。
張佩綸和李菊耦曾合作編輯張佩綸在被流放時所著寫的幾部書，包括《管子注》二十四卷與《莊子古義》十卷和《澗于集》與《澗于日記》。夫婦二人更合寫了一本食譜與一部武俠小說。
張佩綸有三个侄子活跃官场。堂侄張人駿（1846-1927）歷任兩廣總督、兩江總督，為袁世凱之親家。张志潭为北洋政府交通部长。张志澄任河北省政府秘书。

## 詩評
- 檢蕢齋手劄愴然有感 其五（清末民初·陳寶琛）

與君同戊申，百歲已過半。

桑榆縱及收，橫流浩無岸。

豈惟倉頡泣，姬孔亦流歎。

世方無夷吾，被髪但坐看。

多君注管書，不朽出憂患。

奈何傳世業，期勗及樗散？

往者不可追，來日更誰諫？

衰病空倚樓，從今斷江雁。

## 延伸阅读
[在维基数据编辑]
 在维基文库阅读此作者作品（ 在维基共享资源阅览影像）
 《清史稿/卷444》，出自趙爾巽《清史稿》

## 外部連結
- 豐才嗇遇的張佩綸